# Faith Fülöp
Faith Fülöp (Nyitra, 1882. április 8. – Sachsenhauseni koncentrációs tábor, Oranienburg, 1944.) író, lapszerkesztő.

## Élete
Szülei Faith Béla és Porjes Sofie voltak és a Hosszú utcában laktak.
A nyitrai gimnázium elvégzése után jogi diplomát szerzett. 1901-től a Budapesti Királyi Magyar Tudomány-Egyetemen tanult.
1926-ban a Csehszlovákiai Magyar Újságírók Szindikátusának rendes tagja lett.
Irodalmi munkásságát Kiss József lapjában, A Hétben kezdte. 1909-ben hazatérve megalapította a Nyitravármegye hetilapot. Ismertek nyitrai vonatkozású művelődéstörténeti cikkei, majd könyvei. 1939–1940-ben Dallos Istvánnal együtt szerkesztette a Nyitravármegye hetilapot. A Hlinka-gárdisták hurcolták el, s ekkor semmisítették meg a szerkesztőség kéziratanyagát és könyvtárát.

## Művei
- 1910 Az ökör halála. In: Deák József (szerk.): Nyitramegyei almanach. p. 109-111
- 1939 A rudnói csodaorvos. Nyitramegyei Szemle 1939/49-53.
- 1939 Babérág és koldusbot. Faith Fülöp versei; szerzői, Nitra
- 1940 Híres nyitraiak. Nyitra
- 1940 A nevető Nyitra. Nitra
- 1940 Nitra lelke. Nitra
- 1940 Régi nyitrai bűnök
- 1940 Nitra arany könyve (tsz. Dallos István és Mártonvölgyi László)
- 1941 Nitrai fejfák. Nitra